# Down with Wilco
Down with Wilco è il quarto album in studio della rock band statunitense The Minus 5. Una edizione deluxe dell'album venne pubblicata nel 2006, contenente 13 tracce.

## Tracce
1. The Days of Wine and Booze – 4:55
2. Retrival of You – 3:57
3. That's Not the Way That is Down – 4:44
4. Dragger Drawns – 3:42
5. Where Will You Go – 4:20
6. Life Left Him There – 4:36
7. The Family Garderen – 3:49
8. What I Don't Believe – 4:28
9. View From Bellow – 5:14
10. I'm Not Bitter – 4:02
11. Dear Employer – 5:42

## Formazione
- Scott McCaughey - chitarra, voce
- Ken Stringfellow - chitarra
- Jeff Tweedy - tastiera
- Peter Buck - basso
- Glenn Kotche - batteria